# Rubeae
Rubeae Dumort., 1829 è una tribù di piante della famiglia delle Rosacee, sottofamiglia Rosoideae.

## Tassonomia
La tribù comprende due generi:
- Dalibarda Kalm
- Rubus L.